# Sainte-Livrade
Sainte-Livrade é uma comuna francesa na região administrativa da Occitânia, no departamento de Haute-Garonne. Estende-se por uma área de 6,16 km², com 246 habitantes, segundo os censos de 1999, com uma densidade de 39 hab/km².